# 三和倉庫
三和倉庫株式会社（さんわそうこ、英文名称Sanwa Soko Co., Ltd.）は、日本の倉庫業者。日本曹達の運輸部門の分社化により発足し、危険物・毒劇物を中心に扱う。かつては農薬や飼料添加物の製造も行っていた。

## 沿革
- 1950年5月 - 当時日本曹達の社員として運輸部門に携わっていた仮戸茂により、三和倉庫株式会社設立
- 1962年11月 - 高崎事業所で農薬の生産開始
- 1965年1月 - 塩化コリン量産化技術の開発に成功、高崎事業所で生産開始
- 1966年8月 - 農薬部門を日和加工株式会社に移管
- 1981年12月21日 - 東証二部上場
- 1989年1月 - 運輸部門を分社化、三倉運輸株式会社設立
- 1989年12月 - 塩化コリン生産終了
- 2015年7月29日 - 上場廃止
- 2015年8月1日 - 株式交換により日本曹達の完全子会社となる。
- 2022年4月 - 横浜市緑区に本社移転。

## 倉庫
- 札幌事業所 - 〒003-0030 札幌市白石区流通センター2-2-6-108 
  - 1970年開設、普通品・危険品・毒劇物・加温保管に対応
- 千葉事業所 - 〒290-0045 千葉県市原市五井南海岸12-57 
  - 1963年開設、普通品・危険品・毒劇物・保税に対応
- 大宮事業所 - 〒331-0043 埼玉県さいたま市北区大成町4-884
  - 1952年開設、普通品・危険品・毒劇物・医薬品に対応
- 川口事業所 - 〒334-0012 埼玉県川口市八幡木3-18-16 
  - 1968年開設、普通品・危険品・毒劇物に対応
- 川崎事業所 - 〒210-0857 神奈川県川崎市川崎区白石町4-3
  - 1975年開設、普通品・危険品・毒劇物・保税・低温危険物保管に対応
- 横浜事業所 - 〒226-0012 神奈川県横浜市緑区上山1-16-1
  - 1965年開設、普通品・危険品・毒劇物・医薬品・医薬品危険物・保税・低温危険物・加温保管に対応
- 大東事業所 - 〒574-0062 大阪府大東市氷野3-13-15 
  - 1965年開設、普通品・危険品・毒劇物・保税に対応
- 茨木事業所 - 〒567-0864 大阪府茨木市沢良宜浜3-4-3
  - 1966年開設、普通品・毒劇物・医薬品・保税・冷蔵保管・産業廃棄物に対応

## 化学品製造
朝鮮戦争特需により日本曹達よりパラチオンの小分け・包装作業の委託を受け、1951年に目黒区原町に目黒作業所を開設、翌年には大宮市北袋（当時。現在の大宮事業所とは別の位置）に開設された大宮作業所に移管された。更なる作業量の増加により手狭になり、大宮作業所を閉鎖し、高崎市の大八木工業団地に用地を取得、1962年11月に高崎事業所を開設した。日本曹達から送られたDDT・BHC・酢酸フェニル水銀などの農薬原末を粉砕・包装し、ひと月あたり粉末500t、乳剤20万本を生産した。なお農薬部門は1966年に、日本曹達と折半出資で設立した日和加工株式会社に移管した。
1964年、日本曹達からの勧めにより、飼料添加物である塩化コリン国産化の研究に着手。1965年1月に量産化技術の開発に成功、日本瓦斯化学工業（現・三菱ガス化学）からの生産委託により、高崎事業所にて月間100トンを生産した。1966年7月には塩化コリンを50％粉剤に加工する技術の特許を取得。1969年に月産150トン体制に増強。1972年4月には流動乾燥機の過熱により火災が発生したが、乾燥機の交換により同年10月には月産300トン体制とした。1975年には武田薬品からも月間100トンの生産を受託した。1989年末、三菱ガス化学が塩化コリンを自社生産に切り替えたため、塩化コリンの製造を終了。1997年には高崎から撤退した。